# Reporting financier au Royaume-Uni
Un reporting financier au Royaume-Uni (compte-rendu) est le document ou l'opération consistant, pour une entreprise, à faire un rapport financier en fonction des normes en cours au Royaume-Uni de son activité.
Les principales influences de la comptabilité britannique ont été et restent la profession comptable et la Company Law. Le système économique, dominé par des sociétés privées dont les actionnaires, a exigé des rapports annuels audités par des cabinets indépendants.
Le rôle prépondérant des marchés financiers dans le fonctionnement des sociétés a donc fortement influencé la comptabilité quant au choix de l’utilisateur des états financiers. Les sociétés cotées doivent respecter les exigences du listing rules, publié par la UK Listing Authority qui est contrôlée par la Financial Services Authority, par exemple la publication d’un rapport semestriel (interim report).
La profession comptable britannique est très influente, notamment depuis la fondation de l’IASC et les sociétés britanniques cotées doivent appliquer les normes IFRS depuis le 1/01/2005 pour leurs comptes consolidés à l’initiative de l’Union Européenne.

## Sociétés et droit des sociétés

### Companies Acts
Les exigences de publication des états financiers sont restées relativement faibles (ou spécifiques à certains secteurs) jusqu’au XXe siècle, avec le 1947 Company Act, qui rendait les comptes de groupes obligatoires et commençait à lutter contre la comptabilité créative (réserves occultes notamment). Cette loi, appliquée dès 1948, reste le principal corpus réglementaire bien que modifiée à plusieurs reprises :
- 1967 : exigences d’information sur le CA, dans le rapport de la direction (Director’s report and notes)
- 1976 : renforcement des exigences légales de publication, du pouvoir des auditeurs.
- 1985 Company Act : surnommé le Jumbo Act pour ses 747 sections, transpose les 4e, 7e et 8e directives européennes.

Le droit comptable est en complète réforme notamment avec les scandales Enron, la Financial Services Authority est appelé à jouer un rôle de plus en plus important dans le contrôle des états financiers.

### Exigences comptables du droit des sociétés
La principale exigence est l’établissement d’un bilan et d’un compte de résultat donnant une image fidèle de la société, les sociétés mères devant publier des comptes de groupes.
Le principe d’image fidèle n’est pas clairement défini mais déroge à toute règle.
Le Schedule 4 & 4A est le document de référence, il définit :
- la publication des états financiers,
- la présentation des documents sociaux, à l’opposé des voisins européens, celle-ci est très flexible avec plusieurs modèles différents,
- les méthodes d’évaluation : coût historique, continuité de l’exploitation, prudence, constance des méthodes et séparation des exercices.

Les sociétés de grande taille et les sociétés cotées doivent publier des comptes audités et les sociétés de taille moyenne peuvent publier des comptes abrégés, même si des reformes tendent à abroger cette possibilité.
Les exigences légales ont un coût important pour les sociétés et la tendance est à les alourdir pour les grandes sociétés, et à les alléger pour les plus petites. Les états financiers doivent être déposés au registre du commerce (Registar of Companies) et c’est le Ministère de l'Industrie (Department of Trade and Industry) qui les contrôle, mais les poursuites sont très rares dans les faits. Depuis 1991, c’est le Financial Reporting Review Panel qui vérifie les rapports annuels et il a le pouvoir de demander la révision de ceux-ci.

## La profession comptable et les normes comptable.

### La profession
Le Royaume-Uni est le premier pays à développer une profession comptable privé indépendante et ce dès 1850. Les liens avec les universités et son influence sur les formations comptable a été et reste très importante.
La profession a, depuis la seconde guerre mondiale, un rôle très important dans la création et l’application des normes bien que cette position soit relativement inconfortable. L’organisation de la profession se caractérise par un nombre important d’associations professionnelles et les tentatives d’unification se sont révélées inefficaces.

### Les normes comptables
L’influence de la profession se révèle par l’intervention constante de celle-ci dans les comités chargés de rédiger les Company Act.
En 1970, très critiqué par les médias, l’Institute of Chartered Accountants of England and Wales a créé l’Accounting Standards Committee, organisme responsable de développer de nouvelles normes même si leur adoption reste à l’initiative des différentes associations professionnelles.
En 1980, sous l’influence américaine, l’ASC devient Accounting Standards Board, supervisé par le Financial Reporting Council, entité indépendante de la profession. L’ASB a désormais l’autorité pour développer et faire adopter les nouvelles normes sous le nom de Financial Reporting Standards tout en conservant les anciennes Statements of Standard Accounting Practice. Ces normes s’appliquent pour toutes les sociétés mais par souci de simplification, une norme pour les PME a été élaborée, la Financial Reporting Standard for Smaller Entities.
Depuis 2002, la principale tâche de ces organismes a été de préparer la convergence avec les International Financial Reporting Standards mais d’importantes réformes sont en cours, le système s’américanise fortement avec la création du Financial Reporting Review Panel et de l’Urgent Issues Task Force dont les rôles sont calqués sur ceux de leurs homologues américains. De manière générale, le rôle de la profession tend à se réduire même s’il reste très important, d’associatif, le normalisation devient corporatiste.

## Exigences réglementaires, principes comptables et image fidèle.
- Exigences règlementaires sans normes : avant 1942, une grande liberté laissée aux professionnels car les ces règles sont très succinctes et basées sur des principes comptables.

- Exigences règlementaires et recommandations professionnelles sans normes : de 1942 jusqu’à la création de l’ASC en 1970, les recommandations ont une place importante et on peut déroger à la règle pour se rapprocher de l’image fidèle.

- Exigences règlementaires et normes non approuvées : Le risque accrue pour les auditeurs de déroger à ces règles a affaibli l’objectif d’image fidèle, le but des états financiers est désormais de donner une image juste (fair) en accord avec les différents principes comptables.

- Exigences règlementaires et normes légales : Les dérogations aux normes doivent désormais être justifiées et des poursuites sont possibles, notamment à l’initiative du FRRP.

- Exigences légales se substituant aux normes : C’est le règlement européen notamment avec l’imposition du référentiel IFRS pour les comptes de groupes des sociétés cotées

Les relations entre droit comptable et normes comptables sont assez obscures, leur application est assurée par la persuasion plus que par le contrôle. De plus la transposition des directives européennes a rendu les normes de plus en plus complexe mais l’ASC et l’ASB ont réussi de manière assez ingénieuse à résoudre ces problèmes en réduisant le nombre d’options ainsi qu’en permettant de déroger à la règle pour atteindre l’image fidèle.

## Contenu des rapports annuels des sociétés cotées
- Chairman’s Statement.
- Operating and financial review
- Report of the directors.
- Statement on corporate governance.
- Report of remuneration committee.
- Financial statements including the notes.
- Auditor’s report and statement of the director’s responsibilities.
- Shareholding information.

## Principes et politiques comptables.

### Introduction.
Dès sa création, l’ASB a tenté de formaliser un cadre conceptuel appelé Statements of Principles for Financial Reporting qui est très inspiré du cadre conceptuel du FASB.
Malgré des tentatives de changement (valorisation au coût de remplacement), la méthode du coût historique est confirmée, et l’ASB a proposé l’évaluation à la juste valeur obligatoire pour les instruments financiers (IAS39) dans les comptes de groupes à partir de 2005. Des méthodes d’évaluation adaptées aux forts taux d’inflation ont été créées mais vu les faibles taux actuels, très peu d’entreprises les utilisent.
La comptabilité créative est une pratique ancienne au Royaume-Uni mais le scandale Enron a montré les conséquences néfastes : l’ASB a réagi en réglementant plus fortement l’information sur les transactions (par exemple pour le crédit-bail) et la création de provisions (par exemple les provisions de restructuration).

### Consolidation et écarts de conversion
Les comptes de groupes sont obligatoires depuis 1947, la réglementation relative aux comptes consolidés a été très influencée par l’Union Européenne notamment avec les différentes directives et le règlement 2002 imposant le référentiel IFRS pour tous les groupes cotés.
Les normes FRS 2 et FRS 9 définissent les méthodes de détermination du périmètre de consolidation ainsi que les méthodes de consolidation selon la nature des participations de la société-mère dans ses filiales.
La norme FRS 10 porte sur le traitement du goodwill et plus généralement de tous les actifs incorporels, ceux-ci doivent être amortis sur leur durée de vie réelle ou à défaut, réévalués tous les ans suivant le test de dépréciation (impairment test).
La norme portant sur les transactions en devises est assez récente mais en accord avec les autres pays anglo-saxons. Elle définit les méthodes d’évaluation suivant la nature de la filiale mais c’est la méthode du coût moyen qui est la plus utilisée (average rate).

## Audit
L’audit des sociétés cotées est dominé par les Big4 les sociétés plus petites peuvent, suivant leur CA ou le total de leur bilan, ne pas être obligé de faire appel à un auditeur. Les pratiques d’audit sont contrôlées par l’Auditing Practices Board et l’auditeur s’engage dans son rapport à ce que les états financiers donnent une image fidèle de la société et qu’ils ont été préparés dans le respect de la 1985 Company Act, les auditeurs peuvent supportées des peines très lourdes en cas de négligence.
N’établissant pas de différence entre les petits actionnaires et les institutionnels, le Research Committee of the Institute of Chartered Accountants of Scotland a identifié les différents besoins en information du public :
- Les états financiers sont réguliers

- La société ne pas faire faillite.

- Il n’y a pas eu de fraude et la société a respecté la loi.

- Les auditeurs sont indépendants de la direction, doivent rapporter les fraudes à un tiers et sont responsables financièrement en cas de manquement.

Les auditeurs doivent être membre d’une des 3 organisations professionnelles (Association of Chartered Certified Accountants) et pour limiter les conflits d’intérêts possibles, les auditeurs servant l’intérêt du public et leur intérêt personnel, certaines règles ont été émises pour limiter les relations entre auditeurs et sociétés auditées.
- Les équipes d’auditeurs doivent changer tous les 5 ans (Pas les cabinets)
- Limitation des services de « non audit » aux sociétés auditées.

## Le reporting social et la comptabilité pour l’environnement
L’information destinée aux salariés et plus généralement aux tiers n’a pas retenu beaucoup d’attention et le document de référence est le Corporate Report. Cela dit, les informations sur la valeur ajoutée, les informations sur les salariés et pour les salariés peuvent être publiés mais l’intérêt du public n’est pas particulièrement important.
Depuis les années 1990, une comptabilité « verte » est apparue mais sans normalisation spécifique, son développement reste très relatif.

## Différences avec les normes IFRS
Vu l’influence britannique sur l’International Accounting Standards Board qui fut fondé par Lord Benson et qui siège a Londres, les différences reposent essentiellement sur les options possibles pour les différents traitements comptables. Les cadres conceptuels sont fortement comparables et les objectifs des états financiers ainsi que leur destinataire sont les mêmes, de plus l’application des normes IAS/IFRS dès 2005 pour les comptes de groupes suppose une convergence des normes britanniques, d’autant plus que le gouvernement a laissé la possibilité aux sociétés non cotées d’appliquer ce référentiel dans le même temps.
Des différences de traitements peuvent pourtant subsister :
- l’amortissement du goodwill est interdit par les normes IAS
- la méthode LIFO (last-in first-out) est interdite par l’ASB